# Oliver Gašparič
Oliver Gašparič (ur. 1970) – słoweński strongman.
Jeden z najlepszych słoweńskich siłaczy. Mistrz Słowenii Strongman w latach 2006 i 2009.
Mieszka w mieście Slovenska Bistrica.
Wymiary:
- wzrost 184 cm
- waga 120 kg

## Osiągnięcia strongman
- 2005
  - 2. miejsce - Mistrzostwa Słowenii Strongman
- 2006
  - 1. miejsce - Mistrzostwa Słowenii Strongman
- 2007
  - 2. miejsce - Mistrzostwa Słowenii Strongman
- 2008
  - 3. miejsce - Mistrzostwa Słowenii Strongman
- 2009
  - 1. miejsce - Międzynarodowy Martin Krpan[4]
  - 1. miejsce - Mistrzostwa Słowenii Strongman